# Coerența Bibliei

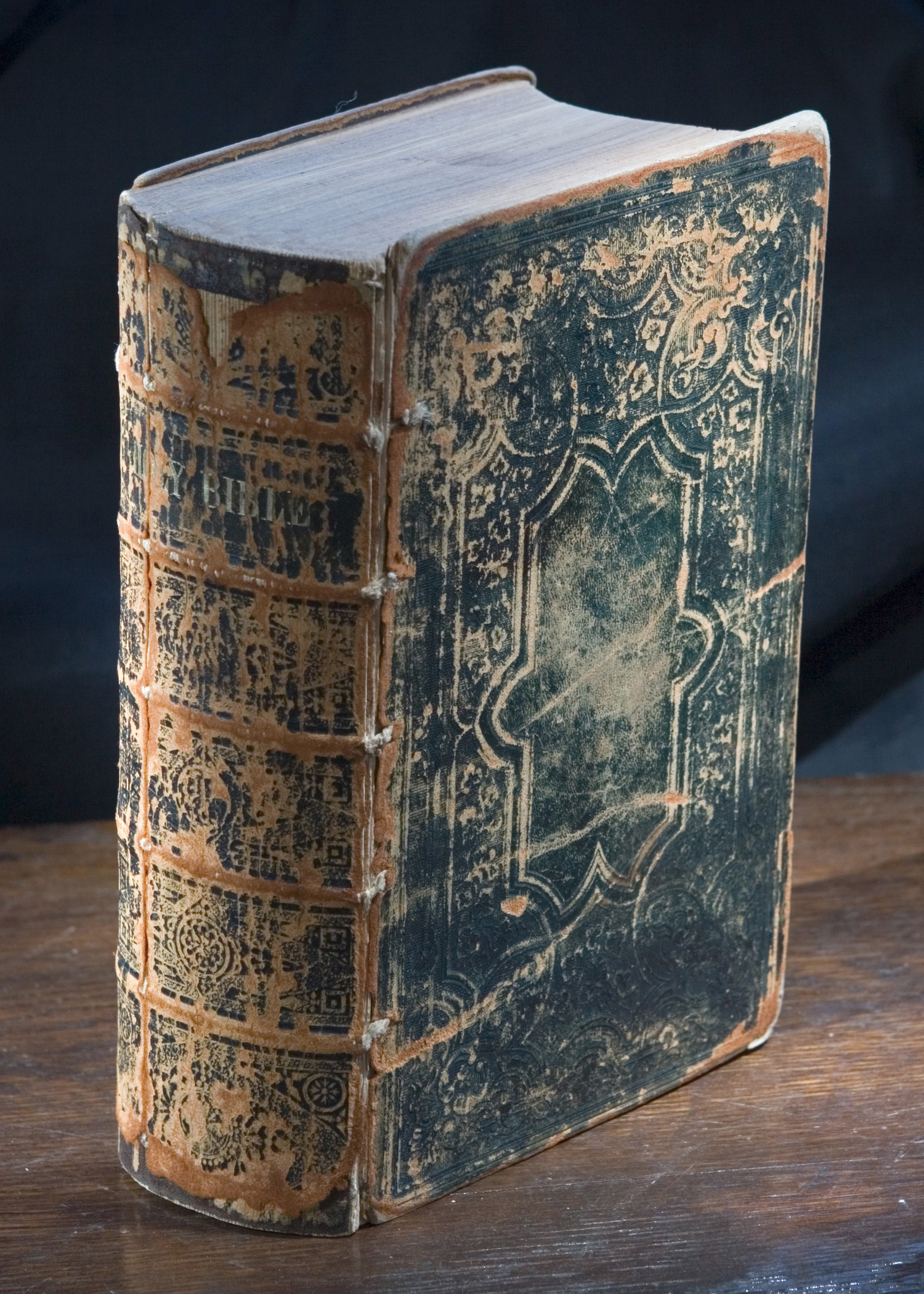
O Biblie americană din 1859

Problema coerenței Bibliei se referă la coerența și integritatea textuală a scripturilor biblice și la coerența ei externă. Acest lucru a fost mult timp o problemă pentru creștini și evrei, care consideră că Biblia și, respectiv, Tanakh, sunt inspirate de Dumnezeu.

## Lungă istorie
Preocupările privind coerența biblică au o lungă istorie. În Contra Celsus teologul Origene i-a răspuns filozofului Celsus, un critic al creștinismului, care se plângea de faptul că: 
unii dintre credincioși, procedând așișderea cu persoanele care într-un acces de beție se automaltratează, au corupt Evanghelia de la integritatea ei originală, și de vreo trei-patru ori au remodelat Evanghelia, astfel încât acestea să fie capabile să răspundă obiecțiilor [aduse creștinismului].— Celsus după Origene, Contra Celsus

Origene a răspuns acestor acuze ale lui Celsus că 
Eu nu cunosc pe alții care să fi modificat Evanghelia, cu excepția adepților lui Marcion și cei ai lui Valentinus, și, cred, că și adepții lui Lucian [din Samosata]. Dar o astfel de afirmație nu este o acuzație împotriva sistemului creștin, ci împotriva celor care au îndrăznit să-și bată joc de Evanghelii. Și, după cum nu este niciun motiv de acuzație împotriva filosofiei, deoarece există Sofiști, Epicureeni sau Peripatetici, sau alții, oricare ar fi ei, care au opinii false; la fel nu se poate aduce nimic împotriva creștinismului autentic deși există unii care au corupt istorisirile Evangheliei și care au introdus erezii diferite de sensul doctrinei lui Isus.— Origene, Contra Celsus
Ceea ce este izbitor sub acest aspect este că Origene, atunci când e confruntat cu acuzațiile unui necreștin referitoare la proasta copiere a textului de către creștini, respinge aceste acuzații în ciuda faptului că el însuși se plângea de același lucru în alte scrieri ale sale.— Bart D. Ehrman, Misquoting Jesus. The Story Behind Who Changed the Bible and Why
În evul mediu profesorul franciscan Nicolae din Lyra⁠(en)[traduceți], provincialul franciscanilor din Burgundia, a atras atenția asupra unor incongruențe din textul biblic.
Textele moderne care discută incoerența textuală a Bibliei sunt The Age of Reason (Epoca Rațiunii) de Thomas Paine, Tractatus Theologico-Politicus de Baruch Spinoza, Encyclopédie de Denis Diderot și Dictionnaire philosophique de Voltaire.

## Abordări ale coerenței biblice

### Abordări teologice
Savanții evrei împart Biblia ebraică în cuvintele lui Dumnezeu și cuvintele despre Dumnezeu. Numai Tora este privită ca fiind literal cuvântul lui Dumnezeu, dictată de Moise pe muntele Sinai. Profeții au fost inspirați de Dumnezeu, dar cuvintele lor nu reprezintă cuvintele directe ale lui Dumnezeu însuși, și Scrieri (categorie care include cărți, cum ar fi Plângerile și Cronicile) sunt cuvinte despre Dumnezeu. Această diviziune nu apare în viziunea creștinismului, dar a moștenit de la iudaism credința în originea divină directă a Pentateuhului, însușire pe care multe denominații creștine o extind asupra întregii Biblii. Uniele denominații, inclusiv Biserica Romano-Catolică și Biserica Ortodoxă folosesc modelul evreiesc de a considera anumite cărți ca fiind apocrife (deși acestea nu sunt cărțile pe care Biblia ebraică le numește Scrieri și nici toate bisericile nu au aceeași listă de cărți considerate apocrife).
William John Lyons a citat diverși autori care afirmă: „Ca oricare altă știință reală, Teologia Noului Testament își are scopul în ea însăși, fiind total indiferentă față de orice dogmă a Teologiei Sistematice ... spiritul cercetării istorice a înlocuit actualmente doctrina tradițională a inspirației”.
În general creștinismul liberal nu are nicio problemă cu faptul că în Biblie există greșeli și contradicții. Creștinii liberali resping dogma că Biblia ar fi lipsită de greșeli, pe care o văd drept idolatrizarea (fetișizarea) Bibliei. Martin Luther declara cu emfază „dacă dușmanii noștri apelează la Scriptură contra lui Hristos, noi apelăm la Hristos contra Scripturii.” Luther a găsit numeroase erori în cărțile profetice și cele istorice ale Bibliei.
Un fost episcop al Bisericii Episcopale din SUA declara că interpretarea literală a Bibliei este erezie.

### Seculare
Încă din secolul al XVIII-lea, oamenii de știință au studiat inconsecvențele biblice în și dintre texte și canoane ca un mijloc prin care anumite adevăruri cu privire la textele biblice și societățile care l-au creat, pot fi studiate. Terenul a fost extrem de fructuos, dând naștere la numeroase teorii, cum ar fi ipoteza documentară și istoria Deuteronomistică (cu privire la originile Torei și istoria Israelului cuprinse în cărțile de la Iosua la Regi), și teorii similare pentru a explica problema sinoptică (inter-relația dintre primele trei Evanghelii). Savanții în studii biblice produc puține certitudini - în ziua de azi nimeni nu este destul de sigur de relația dintre Pentateuhul samaritean și textul masoretic mai familiar, sau răspunsul la întrebarea dacă ebraica veche a fost sau nu împărțită în dialecte.  
Abordările seculare sunt criticate de Allan Bloom în felul următor:
Aici disting între două probleme înrudite dar deosebite. Conținutul cărților clasice a devenit deosebit de dificil de apărat în vremurile moderne, iar profesorii care le predau azi nu le apără și nu sunt interesați de adevărul lor. Ultimul aspect poate fi văzut clar în cazul Bibliei. A o include în disciplinele umaniste este deja o blasfemie, o negare a propriilor ei aserțiuni. Acolo ea este inevitabil tratată în unul din două moduri: este supusă la analiza „științifică” modernă, numită critica superioară, în care este descompusă pentru a arăta cum cărțile „sacre” au fost compilate și că ele nu sunt ceea ce pretind că sunt. Ea folosește drept mozaic din care răzbat urmele multor civilizații dispărute. Sau Biblia este folosită în cursuri de religie comparată ca o expresie a nevoii de „sacru”, ca o contribuție la studiul foarte modern și foarte științific al structurii „miturilor”. (Aici putem fi în părtășie cu antropologii și să fim plini de trăire.) Un profesor care ar trata Biblia în mod naiv, crezând-o pe cuvânt sau pe Cuvânt, ar fi acuzat de incompetență științifică și lipsă de sofisticare. Mai mult, el ar putea răsturna corabia și ar reîncepe războaiele religioase, la fel ca și cearta din cadrul universității dintre rațiune și revelație, care ar deranja aranjamente foarte convenabile și ar fi în final umilitoare pentru disciplinele umaniste. Aici vedem urmele proiectului politic al Epocii Luminilor, care voia precis să transforme Biblia și alte cărți vechi în texte lipsite de pericol. Acest proiect este una din cauzele hotărâtoare ale neputinței disciplinelor umaniste. Cel mai bine ar fi, se pare, să predai „Biblia ca literatură”, adică opus lui „ca revelație”, așa cum ea însăși pretinde că e. În acest fel ea poate fi citită fără a deforma aparatul cercetării științifice, așa cum citim de exemplu Mândrie și prejudecată. Astfel acei câțiva profesori care cred că e ceva în neregulă cu alte abordări își respectă conștiințele.— Allan Bloom, The Closing of the American Mind
Bloom are dreptate: o universitate majoră ar fi cel mai improbabil loc din lume care ar prezenta Biblia drept Cuvântul lui Dumnezeu; mai degrabă universitățile distrug sistematic credința în Biblie în cadrul programelor de studii biblice.

## Tipuri de coerențe

### Canonice
Afirmația că Biblia are o inerentă coerență internă contine o oarecare doză de subiectivitate, căci este evident că evreii vorbesc despre propria lor Biblie (textul masoretic) cu interpretarea ei, care diferă  teologic de aceea despre care vorbesc creștinii (adică Biblia creștină, Vechiul Testament ce provine în unele traduceri ale Bibliei dintr-un document diferit de cel masoretic și care a primit o interpretare teologică diferită, de exemplu interpretarea diverșilor profeți în chestiunea lui Mesia).

### Manuscrise
Dacă cineva vrea să susțină că Dumnezeu a inspirat fiecare cuvințel al scripturii, ce rost ar avea asta dacă nu avem cuvintele originare ale scripturii? În anumite locuri, așa cum vom vedea, pur și simplu nu putem fi siguri că am reconstruit cu acuratețe textul original. Este cam greu să știi ce înseamnă cuvintele Bibliei dacă nici măcar nu știm care sunt cuvintele ei!

Aceasta a devenit o problemă pentru viziunea mea asupra inspirației, căci mi-am dat seama că nu ar fi fost mai dificil pentru Dumnezeu să păstreze neștirbite cuvintele scripturii decât i-a fost să le inspire inițial. Dacă el dorea ca poporul său să aibă cuvintele sale, cu siguranță i le-ar fi transmis lui (și poate le-ar fi transmis cuvintele într-o limbă pe care s-o înțeleagă, mai degrabă decât în greacă și ebraică). Faptul că nu avem aceste cuvinte ne arată, gândeam eu, că el nu le-a păstrat pentru noi neștirbite. Iar dacă el nu a produs acest miracol, nu pare să existe niciun motiv de a crede că el a produs miracolul anterior, cel de a inspira aceste cuvinte.— Bart D. Ehrman, Misquoting Jesus. The Story Behind Who Changed the Bible and Why

### Narative
Prima întrebare era dacă Moise putea fi într-adevăr autorul celor Cinci Cărți ale lui Moise, din moment ce ultima carte, Deuteronomul, descrie în mod foarte detaliat timpul precis și împrejurările proprii morți a lui Moise. Alte incoerențe au devenit rapid clare: textul biblic era încărcat cu paranteze literare care explicau numele antic al unor locuri și remarcau în mod frecvent că dovezi ale faimoaselor evenimente biblice erau disponibile « până în ziua de azi ». Acești factori i-au convins pe unii cercetători din secolul al XVII-lea că cel puțin primele cinci cărți ale Bibliei au fost alcătuite, amplificate și înfrumusețate de editori ulteriori, anonimi și de revizori din secolele care au urmat.

Spre sfârșitul secolului al XVIII-lea și preponderent în cel de-al XIX-lea mulți cercetători critici ai Bibliei au început să se îndoiască de faptul că Moise ar fi avut ceva de-a face cu scrierea cărților Pentateuhului; ei au ajuns să creadă că Biblia era în mod exclusiv opera unor autori târzii. Acești cercetători au arătat ceea ce păreau drept versiuni diferite ale acelorași povești din cărțile Pentateuhului, sugerând că textul biblic era produsul mai multor scriitori care puteau fi astfel recunoscuți. O citire atentă a cărții Genezei, spre exemplu, a demonstrat două versiuni contradictorii ale creației (Geneza 1:1-2:3 și Geneza 2:4-25), două genealogii foarte diferite ale urmașilor lui Adam (Geneza 4:17-26 și Geneza 5:1-28), și două povești separate și rescrise ale potopului (Geneza 6:5-9:17). În plus, erau zeci de dublete și uneori chiar triplete ale acelorași evenimente în poveștile călătoriilor patriarhilor, Ieșirii din Egipt și dării Legii.— Israel Finkelstein și Neil Asher Silberman, The Bible Unearthed. Archaeology's New Vision of Ancient Israel and The Origin of Its Sacred Texts.

### Teologice
Mi s-a cerut însă să predau un curs numit «Problema suferinței în tradițiile biblice». M-am bucurat de această șansă deoarece mi s-a părut o cale interesantă de a aborda Biblia: examinând răspunsurile date de diverși autori biblici întrebării de ce există suferință în lume, în special printre oamenii Domnului. Credința mea era și este încă: diverși autori ai Bibliei au avut soluții diferite la întrebarea de ce suferă poporul lui Dumnezeu: unii (cum ar fi profeții) gândeau că suferința provine dintr-o pedeapsă a lui Dumnezeu pentru păcat; unii gândeau că suferința vine de la inamicii cosmici ai lui Dumnezeu, care produceau suferința precis pentru că oamenii făceau ceea ce era drept în ochii Domnului; alții gândeau că suferința vine ca un test pentru a vedea dacă oamenii vor rămâne credincioși în ciuda suferinței; alții afirmau că suferința este un mister și că e greșit să ne întrebăm de ce o îngăduie Dumnezeu; iar alții gândeau că lumea aceasta este un dezastru complet și că trebuie «să mâncăm, să bem și să ne veselim» atunci când o putem face. Ș.a.m.d. Mi se părea și mi se pare încă: una din căile de a înțelege vasta diversitate a moștenirii scripturale a evreilor și creștinilor este să înțelegem cum autori diferiți au răspuns la întrebarea fundamentală a suferinței.— Bart D. Ehrman, God’s Problem. How the Bible Fails to Answer Our Most Important Question—Why We Suffer

#### Diversele eshatologii pauline
Abordarea eshatologiei inaugurate⁠(en)[traduceți] a fost dezvoltată pentru prima dată de Geerhardus Vos, în special în lucrarea sa din 1930, The Pauline Eschatology. Mai târziu, Oscar Cullmann a căutat să combine „eshatologia aprofundată” a lui Albert Schweitzer cu „eshatologia realizată” a lui C. H. Dodd. Cullmann a sugerat analogia dintre Ziua D și Ziua V pentru a ilustra relația dintre moartea și învierea lui Isus, pe de o parte, și a lui A doua venire pe de altă parte.
Epistola către Coloseni are o eshatologie încheiată. Evanghelia după Luca deja abandonase eshatologia iminentă, specifică primilor creștini. Consensul academic ar susține că Isus și, după el, primii creștini, au înțeles sfârșitul lumii ca fiind iminent. Pavel scria la 1 Corinteni „Că El va veni din nou, probabil în timpul vieții lor.”
În 1 Corinteni învierea este în trup, la revenirea lui Isus de la sfârșitul lumii. În Efeseni viziunea asupra sfârșitului lumii este tocmai cea combătută în 1 Corinteni, și anume că credincioșii ar fi deja înviați cu Hristos și ar domni cu Hristos în locurile cerești. Această contradicție îi face pe unii cercetători să creadă că Pavel a scris 1 Corinteni dar nu și Efeseni. Viziunea din 1 Tesaloniceni era că sfârșitul lumii era iminent, putea veni în orice moment, în timp ce în 2 Tesaloniceni „Pavel” le spune tesalonicenilor că sfârșitul nu poate veni încă, deoarece nu s-au petrecut anumite evenimente.

## Vechiul Testament

### Contradicțiile dintre primele două capitole ale Genezei
În religia creștină, Dumnezeu este unicul creator al lumii văzute și nevăzute, este o entitate supremă care există dintotdeauna, nu are început și nici sfârșit. Biblia descrie în prima carte din Vechiul Testament, Facerea, procesul genezei. Creația lumii s-a desfășurat în etape succesive timp de șase zile, după care Dumnezeu s-a odihnit și a binecuvântat ziua a șaptea. 
- Prima zi: Dumnezeu a creat lumina. Această lumină nu este cea a astrelor cerești, care au fost create mai târziu, ci este lumina primordială.[necesită citare] Lumina este despărțită tot acum de întuneric și considerată bună de către Dumnezeu.
- Ziua a doua: Dumnezeu a creat cerul și Raiul. Apa din ceruri este separată de apa de pe pământ (creația apei nu este descrisă explicit).
- Ziua a treia: Pământul este separat de apă și i se dă nume. Apa este de asemeni numită. Iarba, plantele și pomii sunt creați și acoperă pământul.
- Ziua a patra: Dumnezeu creează “luminătorul cel mai mare”, adică soarele, “pentru cârmuirea zilei” și “luminătorul cel mai mic”, luna, “pentru cârmuirea nopții”. Totodată sunt făurite stelele, sunt rânduite anotimpurile, zilele și anii.
- Ziua a cincea: Sunt create animalele mării și păsările cerului, care sunt împrăștiate în întreaga lume pentru a se înmulți. Conform cu Geneza 2:15-25, întâi a fost creat bărbatul și abia apoi au fost create plantele și animalele, contrazicând astfel ordinea creației din Geneza cap. 1.
- Ziua a șasea: Dumnezeu dă naștere animalelor pământului (“fiarele sălbatice după felul lor, și animalele domestice după felul lor, și toate târâtoarele pământului după felul lor”). Apoi, Dumnezeu creează omul din lut, după chipul și asemănarea sa, și îi insuflă viață. Primul om s-a numit Adam și i s-a dat porunca de a stăpâni animalele pământului. Mai târziu Dumnezeu îi aduce lui Adam o pereche, pe Eva, prima femeie, pe care o modelează din coasta bărbatului (după unele variante, Adam și Eva au fost creați împreună, Geneza 1:27). Conform Bibliei, Adam numește toate ființele pământului (Geneza 2:19) și este dus împreună cu Eva în Grădina Edenului.
- Ziua a șaptea: Dumnezeu se odihnește.

Ordinea creației din Geneza cap. 1: plante, animale, oameni (bărbat și femeie). Ordinea creației din Geneza cap. 2: bărbat, animale, femeie.

## Noul Testament

### Evanghelii
Problema sinoptică, adică întrebarea care din cele patru evanghelii canonice a fost scrisă mai întâi, a fost dezbătută în secolele XIX-XX. În prezent există un consens cvasiunanim în sensul că cea mai veche evanghelie este cea după Marcu. Autorii celorlalte două evanghelii sinoptice (Matei și Luca) au cunoscut evanghelia după Marcu și au avut la îndemână încă o sursă, denumită sursa Q.
Între evangheliile sinoptice și evanghelia după Ioan există unele incongruențe care nu pot fi armonizate, de exemplu legate de ziua în care a fost răstignit Isus din Nazaret.

### Exemple

#### Faptele Apostolilor

##### Charles Guignebert
Charles Guignebert, profesor de istoria bisericii la Sorbona la începutul sec. XX, susținea că „a fost demonstrat că autorul Faptelor nu cunoștea epistolele lui Pavel, ba chiar le contrazice în anumite locuri; că nu înțelege anumite tradiții antice [de ex. glossolalia]; iar pe deasupra toate descrierile primilor ani ai istoriei Bisericii sunt drastic de inadecvate, deși ar trebui să presupunem că i-a cunoscut îndeaproape pe fondatorii ei.”

##### Pasaje problematice
- Faptele Apostolilor 5:33-39 prezintă o dare de seamă a discursului unui fariseu din primul secol, Gamaliel, în care se referă la alte două mișcări decât calea creștină. Una a fost condusă de Teuda (v. 36) iar cea care i-a urmat a fost condusă de Iuda Galileeanul. Josephus îl plasează pe Iuda în jurul anului 6 e.n. El îl plasează pe Teuda sub procuratorul Fadus între 44 și 46 AD. Aici apar două probleme. Prima, ordinea lui Iuda și Teuda este inversată în Faptele Apostolilor cap. 5. A doua, mișcarea lui Teuda a apărut mai târziu decât are loc discursul lui Gamaliel.
- Faptele Apostolilor 6:9 menționează provincia Ciliciei în timpul unei scene care se presupune că ar avea loc la mijlocul anilor 30 e.n. Nu exista o provincie romană cu acel nume de la 27 î.e.n., ea fiind restaurată de împăratul Vespasian abia în 72 e.n.[26]
- Faptele Apostolilor 9:31 spune „Biserica se bucura de pace în toată Iudeea, Galileea și Samaria, se întărea sufletește, și umbla în frica Domnului; și, cu ajutorul Duhului Sfînt, se înmulțea.”, ceea ce a fost interpretat că Iudeea era considerată direct învecinată Galileii.  Dacă acest lucru este adevărat, atunci Luca a înțeles greșit geografia Palestinei.
- În Faptele Apostolilor 11:28 și Faptele Apostolilor 12:25, Agabus profețește o foamete sub domnia lui Claudius (41-54 e.n.). Foametea este menționată în Fapte înainte de moartea lui Irod (Faptele Apostolilor 12:20-23). Josephus menționează o foamete în Ierusalim alinată prin intervenția reginei Elena din Adiabene, legată de procuratura lui Tiberius Iulius Alexandru (46-48 e.n.). Josephus plasează însă foametea după moartea lui Irod. Profeția lui Agabus nu este plasată istoric corect în evenimentele din Faptele Apostolilor 11:28.
- Faptele Apostolilor 23:31 afirmă că soldații l-au dus pe Pavel de la Ierusalim la Antipatrida, o distanță de 72,5 km parcursă într-o singură noapte. 48 km constituia o distanță potrivită pentru o călătorie de o zi, fie că era făcută pe uscat sau pe mare. Atât numerele menționate (două sute de ostași, șaptezeci de călăreți, două sute de sulițași) cât și viteza călătoriei (între 61 și 72,6 km parcurși într-o noapte) sunt exagerate pentru a sublinia importanța persoanei acompaniate și a pericolului care o pândea.
- Este foarte ciudat că Luca putea cunoaște ceea ce Festus și Agrippa și-au spus unul altuia în apartamentele lor private (Faptele Apostolilor 25:13-22, Apostolilor 26:30-32) sau ce au afirmat membrii Sinedriului într-o sesiune închisă (Faptele Apostolilor 4:15-17, Apostolilor 5:34-40).
- Faptele Apostolilor 4:4 povestește de Simon Petru vorbind unui public de 5000 de oameni. Profesorul de Noul Testament Robert M. Grant spune: „Luca se auto-considera drept istoric, dar sunt multe obiecții care pot fi ridicate împotriva credibilității istorisirilor sale […] ‘Statisticile’ lui sunt imposibile; Petru nu s-ar fi putut adresa la trei mii de oameni fără a avea microfon, iar deoarece populația Ierusalimului era în jur de 25-30 000, creștinii nu puteau număra cinci mii.”[27]
- În Faptele Apostolilor 21:38 un roman îl întreabă pe Pavel dacă el este „Egipteanul” care a condus o bandă de „sicarii” (tradus literal: „pumnale”) în deșert. Atât în Războaiele Evreiești[28] cât și în Antichitățile Iudeilor,[29] Josephus vorbește de naționaliști evrei numiți sicarii tocmai înainte de a discuta despre Egipteanul care își conducea adepții la Muntele Măslinilor. Se pare că Luca l-a folosit pe Josephus ca sursă și din greșeală a crezut că sicarii erau adepții Egipteanului.[30][31]
- Faptele Apostolilor 10:1 vorbește de un centurion roman numit Cornelius, staționat în Cezareea. Dar, în timpul domniei lui Irod Agrippa, nu se aflau trupe romane situate pe teritoriul său.[27]
- Descrierea Conciliului Apostolic de la Ierusalim din cap. 15 a fost descrisă ca „o construcție a imaginației [căreia] nu-i corespunde nicio realitate istorică.”[32] Procesul lui Pavel din cap. 24 a fost descris ca „prezentat în mod incoerent”.[33]

##### Pretenții de necrezut
Alții au disputat plauzibilitatea pretențiilor unor miracole menționate de Luca, miracole care nu sunt amintite de alți autori. Edward Gibbon scria cu ironie deliberată de „neatenția indolentă” a unor mari istorici, cum ar fi Seneca și Plinius cel Bătrân, care „într-o lucrare laborioasă, [au] notat toate marile fenomene ale Naturii, cutremure, meteori, comete și eclipse” dar ar fi fost martori la întunericul de trei ore care a cuprins lumea după crucificare. „Atât unul cât și celălalt au omis să menționeze cel mai măreț fenomen pe care ochii muritorilor l-au văzut de la crearea lumii.”

##### Folosirea surselor
Mai mulți cercetători au criticat modul în care Luca a folosit sursele pe care s-a bazat. De exemplu, Richard Heard a scris că: „în narațiunea de la începutul Faptelor Apostolilor el pare a însăila pe cât de bine se pricepe un număr de povești și narațiuni diferite, unele dintre ele părând că, până să ajungă până la el, fuseseră grav distorsionate de către cei care le povesteau.”

##### Chestiuni privitoarea la scrierea polemică
Unii teologi afirmă că povestirile din Noul Testament sunt anistorice, deoarece nu există dovezi dinafara Noului Testament sau scrieri ale Părinților Bisericii care să le confirme. Conform acestei perspective, persecuțiile fie nu s-au întâmplat niciodată, fie au fost exagerate de autorii Noului Testament ca parte a polemicii anti-iudaice. Această exagerare polemică a fost sporită de scriitori ulteriori, cum ar fi Părinții Bisericii. De exemplu, se argumentează că incidentele din Noul Testament reprezentau incidente locale și izolate, nefiind urmarea unei politici a autorităților. Evenimentele care au urmat revoltei lui Bar-Kokhba au putut conduce la o reinterpretare a unor evenimente izolate ca fiind inspirate de politica autorităților.

##### Alte obiecții științifice
Catholic Encyclopedia citează mai multe obiecții împotriva autenticității Faptelor Apostolilor:
„Cu toate acestea, acest adevăr solid a fost contrazis. Baur, Schwanbeck, De Wette, Davidson, Mayerhoff, Schleiermacher, Bleek, Krenkel, ș.a. s-au opus autenticității Faptelor Apostolilor. O obiecție este extrasă din discrepanța dintre Fapte 9:19-28 și Gal. 1:17, 19. În Epistola către Galateni 1:17,18 Sf. Pavel afirmă că imediat după convertire a plecat în Arabia și s-a întors din nou la Damasc. «După trei ani, m'am suit la Ierusalim să fac cunoștință cu Chifa.» În Fapte nu este menționată călătoria Sf. Pavel în Arabia, iar călătoria la Ierusalim este plasată imediat după ce s-a aflat că Pavel a predicat în sinagogă. Hilgenfeld, Wendt, Weizäcker, Weiss, ș.a. pretind că aici este vorba de o contradicție între Pavel și autorul Faptelor Apostolilor.”

#### Evangheliile și Faptele Apostolilor

##### Relația dintre Faptele Apostolilor și Evanghelia după Luca
Deoarece Faptele Apostolilor este îndeobște privită drept continuare a Evangheliei după Luca, problemele credibilității istorice ale aceste evanghelii pot fi folosite pentru a pune la îndoială credibilitatea istorică a Faptelor Apostolilor. De exemplu, descrierea recensământului lui Quirinius (Luca 2:1-5) a fost considerată implauzibilă de către istorici. Nu există nicio mărturie despre cetățeni siliți să călătorească distanțe considerabile pentru a fi înregistrați, și nu e ușor de înțeles de ce ar fi fost justificată bulversarea produsă de recensământ. Încercări ale apologeților creștini de a reconcilia Evanghelia după Luca altor surse au fost descrise de John P. Meier, cercetător al Noului Testament, drept „extrem de forțate”.
În mod asemănător Faptelor, Evanghelia după Luca pare să comită erori privind perioadele (lista din Luca 3:1 menționează drept contemporane mai multe domnii care nu s-au suprapus, idem ditto pentru doi Mari Preoți), titlurile corecte pentru conducători cum ar fi Pilat din Pont și geografia (Luca s-a luat după Marcu în a plasa Gherghesul la Marea Galileii în Luca 8:26. O traducere alternativă ar fi „ținutul Gherghesenilor” ca fiind la Marea Galileii. Niciuna dintre ele nu este corectă, Gherghesul fiind la peste 48 km de Galileea, care este de fapt un lac cu apă dulce, fiind separat de Galileea de către teritoriile altor orașe. Traducerile ulterioare ale Evangheliei după Luca au urmat Evanghelia după Matei, schimbând Gherghesul cu Gadara.)
Faptele Apostolilor contrazic Evanghelia după Luca cu privire la înălțarea la cer a lui Isus.

#### Vechiul Testament față în față cu Noul Testament
Care este motivul pentru a denatura scripturile atât de flagrant? Ei bine, răspunsul, desigur, este evident: scriitorii Evangheliei erau disperați să demonstreze că omul lor, Isus, era Mesia care fusese promis în Vechiul Testament. Deoarece în Vechiul Testament nu existau în mod real profeții despre un Mesia născut din fecioară, răstignit și înviat, ei au trebuit să se strâmbe și să denatureze pentru a da impresia că Isus era acela cel mult așteptat.— Farrell Till, „Prophecy Fulfillment: An Unprovable Claim”
Evreii consideră că niciuna dintre acestea nu a fost împlinită de Isus și, în unele cazuri, nu le consideră deloc profeții mesianice. Profețiile din Vechiul Testament despre Isus fie nu sunt considerate a fi profeții de către cercetătorii critici (versetele nu pretind că prezic nimic), fie nu se referă în mod explicit la Mesia. Metoda critico-istorică nu poate argumenta pentru împlinirea profeției sau că Isus a fost într-adevăr Mesia pentru că a împlinit profețiile mesianice – deoarece critica istorică nu are nicio modalitate de a „construi un astfel de argument” în cadrul acelei metode academice.